# Kurt Schulze (Lehrer)
Kurt Schulze (* 3. November 1904 in Altenburg; † 30. Mai 1986 auf Rügen) war ein deutscher Lehrer, Museumsdirektor und Skatexperte. Von 1950 bis 1972 leitete er das Schloss- und Spielkartenmuseum auf dem Schloss Altenburg in Thüringen.

## Leben und Wirken
Kurt Schulze besuchte die Herzogliche Seminarschule in Altenburg und anschließend das Lehrerseminar zu Altenburg. Er war als Schulamtskandidat tätig an der staatlichen Bauschule in Gotha und der Realschule in Hirschberg (Saale). Anschließend war er Volks- und Sonderschullehrer in Apolda in Thüringen. Von 1933 bis 1937 war er außerdem als Organist an der Kirche in Neuhaus am Rennweg angestellt. Im Zweiten Weltkrieg war Schulze Soldat der Wehrmacht in Frankreich und an der Ostfront. Er war zuletzt Oberzahlmeister im Offiziersrang. Er geriet in US-amerikanische Kriegsgefangenschaft, nach seiner Entlassung und Rückkehr nach Thüringen dann in sowjetische Kriegsgefangenschaft.
Nach der Heimkehr aus der Gefangenschaft blieb Schulze aufgrund seiner Parteimitgliedschaft in der NSDAP eine Rückkehr in den Schuldienst in der sowjetischen Besatzungszone verwehrt. Er arbeitete zunächst als Pianist im Nebenberuf. Seit 1950 war er in der Nachfolge von Hanns Conon von der Gabelentz Direktor des am 13. November 1949 wieder eröffneten Schlossmuseums in Altenburg. Auf dem Altenburger Schloss war seit 1920 unter der Direktion von Hans Albrecht von der Gabelentz ein Museum eingerichtet worden, das zunächst den zurückgelassenen Besitz der Herzöge von Sachsen-Altenburg einschließlich der Rüstkammer umfasste, später kamen weitere Sammlungen hinzu, darunter die umfangreiche Spielkartensammlung der Altenburger Spielkartenfabrik, die allerdings 1946 von der sowjetischen Besatzungsmacht in die Sowjetunion verbracht worden war. Ihr Verbleib ist unbekannt.
Schulze erfasste nach seiner Amtsübernahme die vorhandenen Bestände, ordnete sie und begann, Ausstellungen und Veranstaltungen durchzuführen. Er war überdies zuständig für die Gewerkschaftsbücherei sowie die Betreuung des Baudenkmals der Roten Spitzen in Altenburg. Zusammen mit dem Spielkartenfachmann Kurt Bachmann begann Schulze mit dem Aufbau einer neuen Spielkartensammlung im Altenburger Schloss. Er nutzte dabei auch seine Kontakte nach Westdeutschland und tauschte Doubletten aus den Beständen. Das Museum firmiert als „Schloss- und Spielkartenmuseum Altenburg“. 1972 ging Schulze in den Ruhestand, blieb jedoch als Altersdirektor (offiziell als wissenschaftlicher Mitarbeiter) bis zu seinem Tode dem Museum eng verbunden. Er führte in seiner Wohnung im Prinzenpalais des Altenburger Schlosses mit seiner Familie ein reiches gesellschaftliches Leben mit vielfältigen Beziehungen vor allem zur Kulturszene der DDR, aber auch nach Westdeutschland. 
Kurt Schulze war aktiv tätig im Kulturbund der DDR. Er war lange Jahre der Vorsitzende im Klub der Intelligenz „Bernhard von Lindenau“ in Altenburg. Er hielt regelmäßig Kurse in der Volkshochschule über Themen der Kulturgeschichte, Literatur und Kunst, häufig mit Bezug zur Lokalgeschichte Altenburgs. Zur Stadtgeschichte Altenburgs publizierte er verschiedene kleine Stadtführer, die in mehreren Auflagen erschienen. In seinen regelmäßigen Kolumnen „Rund um die Altenburger Stadtmauer“, „Wissenswertes aus dem Schloßmuseum Altenburg“ sowie „Unsere Stadtgeschichte“ und „Aus der Geschichte Altenburgs“ in den Zeitungen „Altenburger Echo“ und „Die Union“ in Dresden behandelte Schulze historische und aktuelle Themen der Stadt- und Kulturgeschichte Altenburgs. Außerdem schrieb Schulze zahlreiche Theater- und Filmkritiken. Übergreifende Beiträge zu kulturellen Themen, vor allem aus den Bereichen Oper und Theater sowie Stadtgeschichte, publizierte Schulze auch in der vom Kulturbund herausgegebenen Zeitschrift „Heimatkalender der Kreise Altenburg und Schmölln“.
Schulze war seit der Gründung 1961 bis zu seinem Tod 1986 Sekretär des Skatgerichts der DDR in Altenburg, einer Vorgängerinstitution des Internationalen Skatgerichts. In den öffentlich durchgeführten Sitzungen des Skatgerichts wurden die eingegangenen Anfragen (bis zu 300 im Jahr) bearbeitet und beantwortet. Schulze hat in zahllosen Beiträgen und Kolumnen die Regelauslegung im Skat erläutert und festgelegt, vor allem in den Zeitungen „Die Union“, „Tribüne“, „Der Morgen“ sowie in der „Sächsischen Zeitung“ und verschiedenen Lokalblättern in der DDR. Zur Kulturgeschichte der Spielkarten hat Schulze einen Führer durch das Spielkartenmuseum Altenburg verfasst.

## Familie
Schulze war zunächst verheiratet mit Olga Schulze, geborene Pochwadt. Nach ihrem Tod 1964 heiratete er Johanna Caroline Neupert. Er ist der Vater des Historikers Hans Kurt Schulze und der Stiefvater der Regisseurin Hannelore Unterberg.

## Schriften
- Kleiner Wegweiser durch die Geschichte der Altenburger Burg (= Beiträge zur Altenburger Heimatkunde. Nr. 2). Schlossmuseum, Altenburg 1955, DNB 454520158.
- Das Altenburger Schloß. 1. Auflage. E.A. Seemann Buch- und Kunstverlag, Leipzig 1963, DNB 364613483.
- Das Altenburger Rathaus. E.A. Seemann Buch- und Kunstverlag, Leipzig 1964, DNB 454520131.
- Skatstadt Altenburg. Quartett mit Begleitbuch. Altenburg 1964.
- Zur Kulturgeschichte der Spielkarten. Ein Führer durch das Spielkartenmuseum Altenburg. Hrsg.: Rat der Stadt Altenburg (= Beiträge zur Altenburger Heimatkunde. Nr. 9). Schlossmuseum, Altenburg 1975, DNB 900424672.